# Eveline Fischer
Eveline Novakovic (también conocida como Eveline Fischer ) (Christchurch, Reino Unido, 1969) es una compositora británica de música de videojuegos que compuso parte de la música de Donkey Kong Country, la mayoría de las pistas de Donkey Kong Country 3: Dixie Kong's Double Trouble!, e hizo actuación de voz y efectos de sonido para varios otros juegos de Rare, incluida la voz de la protagonista Joanna Dark en el juego de Nintendo 64 Perfect Dark . Dejó la compañía después de hacer voces para el videojuego Kameo.
A menudo acreditada con el nombre de E. Fischer en los primeros juegos en los que trabajó, se casó y adoptó el apellido Novakovic de su esposoba principios de la década del 2000.
Cuando se le preguntó si regresaría para un futuro juego de Donkey Kong si tuviera la oportunidad, no descartó la posibilidad de que esto sucediera. Admitió que regresar después de tanto tiempo a esta industria que evoluciona tan rápidamente le parece un proceso aterrador, pero que esto no significa que nunca regresaría.

## Trabajos

### Música y sonido
| Título                                                     | Año  | notas                                                                              |
| ---------------------------------------------------------- | ---- | ---------------------------------------------------------------------------------- |
| Donkey Kong Country (versión de SNES)                      | 1994 | Con Robin Beanland y David Wise                                                    |
| Donkey Kong Country 3: Dixie Kong's Double Trouble!        | 1996 | Con David Wise                                                                     |
| KenKGriffey, Jr.'s Winning Run en Giffey, Jr's Winning Run | 1996 |                                                                                    |
| Donkey Kong Land III                                       | 1997 |                                                                                    |
| Banjo-Kazooie                                              | 1998 | Efectos de sonido                                                                  |
| Conker's Pocket Tales                                      | 1999 | Con Robin Beanland                                                                 |
| Donkey Kong 64                                             | 1999 | Equipo de desarrollo                                                               |
| Mickey's Speedway USA (versión de GBC)                     | 2000 | Equipo de desarrollo                                                               |
| Donkey Kong Country (versión de GBC)                       | 2000 |                                                                                    |
| Perfect Dark                                               | 2000 |                                                                                    |
| Banjo-Tooie                                                | 2000 | Agradecimientos especiales                                                         |
| Donkey Kong Country (versión de GBA)                       | 2003 | Efectos de sonido                                                                  |
| Donkey Kong Country 2 (versión de GBA)                     | 2004 | Efectos de sonido                                                                  |
| Banjo Pilot                                                | 2005 | Efectos de sonido                                                                  |
| It's Mr. PantsIt's Mr. Pants                               | 2005 | Efectos de sonido                                                                  |
| kameo: Elements of Power                                   | 2005 | Efectos de sonido                                                                  |
| Viva Piñata                                                | 2006 | Producción, efectos de sonido, grabación de narración y codificación de compresión |

### Actuación de voz
| Title                                  | Role(s)                                                                           |
| -------------------------------------- | --------------------------------------------------------------------------------- |
| Diddy Kong Racing                      | Pipsy el ratón                                                                    |
| Banjo-Kazooie                          | Tooty, Brentilda                                                                  |
| Jet Force Gemini                       | Vela                                                                              |
| Donkey Kong 64                         | Tiny Kong, Wrinkly Kong, Banana Fairy, Banana Fairy Princess, Mermaid, Candy Kong |
| Perfect Dark                           | Joanna Dark, Velvet Dark                                                          |
| Banjo-Tooie                            | Humba Wumba, Honey B.                                                             |
| Dinosaur Planet                        | Krystal                                                                           |
| Diddy Kong Pilot (versión 2001)        | Dixie Kong, Candy Kong (no implementada en la versión 2001)                       |
| Donkey Kong Country 2 (versión de GBA) | Dixie Kong (grabaciones archivadas de Tiny Kong)                                  |
| Donkey Kong Country 3 (versión de GBA) | Dixie Kong (grabaciones archivadas de Tiny Kong)                                  |
| Conker: Live and Reloaded              | Voces de personajes adicionales                                                   |
| kameo: Elements of Power               | Voces de personajes adicionales                                                   |
| Perfect Dark Zero                      | Voces de personajes adicionales                                                   |